# Juan Ignacio Molina
Juan Ignacio Molina também conhecido como Abade Molina , na Itália como Giovanni Ignazio Molina e na Escócia como John "Abate" McLins (Villa Alegre, Provincia de Linares, VII Região de Maule, 24 de junho de 1740 — Ímola, Bolonha, 12 de setembro de 1829) foi um sacerdote, naturalista e cronista chileno.